# The Lost Gardens of Heligan

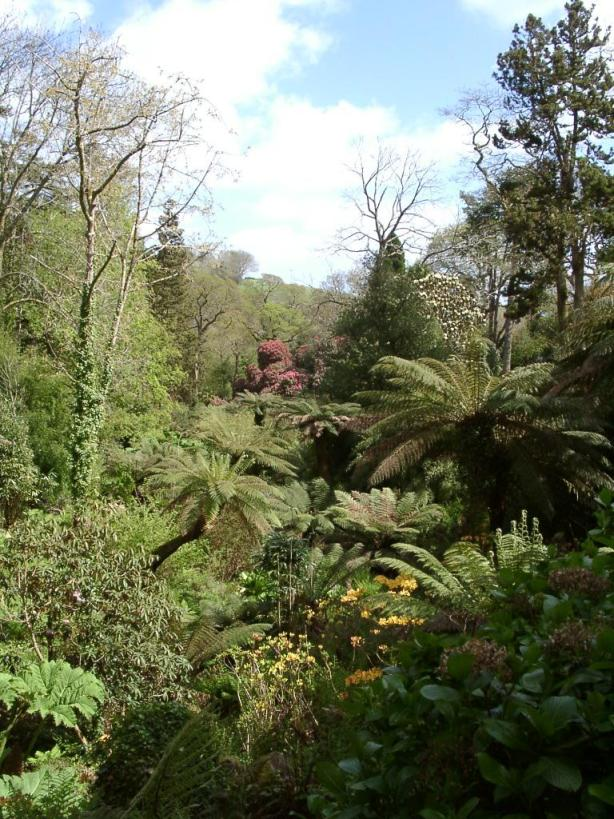
Gartenbereich Der Dschungel

The Lost Gardens of Heligan ist einer der bekanntesten Gärten in England. Er liegt acht Kilometer südlich von St Austell bei Mevagissey in Cornwall. Ursprünglich war der Garten ein Teil des 400 Hektar großen Anwesens der Tremayne-Familie. Der kornische Name Heligan bedeutet  Weidenbaum.

## Geschichte
Die schriftlich dokumentierte Geschichte  Heligans reicht zurück bis ins 12. Jahrhundert. Zweimal wechselte das Anwesen den Besitzer, bis es in der Tudorzeit in den Besitz der Familie Tremayne kam, die es über 400 Jahre lang bewirtschaften ließ. Zwischen 1780 und 1790 ließ Henry Hawkins Tremayne die Gärten so gestalten, wie sie heute wieder zu sehen sind. Im 19. Jahrhundert, als der Garten seine Blütezeit erlebte, arbeiteten zeitweilig 22 Gärtner auf dem Gut.
Im Ersten Weltkrieg begann der Niedergang Heligans. Die Gärtner waren im Krieg, und Jack Tremayne stellte das Haus der britischen Armee als Erholungsheim für Offiziere zur Verfügung. Als die Tremaynes das Anwesen 1919 zurückerhielten, konnten oder wollten sie das zum Unterhalt Heligans nötige Personal nicht mehr bezahlen. Das Haus wurde an Freunde der Familie vermietet, die den Garten aber nicht instand hielten – Heligan verwilderte zusehends. Jack Tremayne zog nach Italien, wo er 1923 für 10.000 Pfund Boccanegra, einen Besitz von Ellen Willmott in Ventimiglia erwarb. Im Zweiten Weltkrieg übernahmen die Militärs Heligan erneut, die US-Amerikaner übten hier für die Landung in der Normandie. 1970 verkauften die Tremaynes das Haus, das Anwesen selbst blieb im Besitz der Familie.
John Willis, ein Nachkomme der Familie Tremayne, erbte Heligan im Jahr 1990 zusammen mit seiner Schwester. Der 1987 nach Cornwall gezogene Archäologe Tim Smit und sein Freund John Nelson lernten Willis und Heligan 1990 zufällig kennen. Zusammen begannen sie 1991 mit einer Gruppe von Gartenbauspezialisten und vielen Helfern, Heligan wieder in den Zustand der viktorianischen Zeit zu versetzen. Heligan wurde 1999 in Großbritannien zum Garten des Jahres gewählt. Seit 1998 ist Heligan mit über 300.000 Besuchern im Jahr der meistbesuchte Garten Englands und in einer strukturschwachen Region ein bedeutender Arbeitgeber und Wirtschaftsfaktor.

## Gartenbereiche
Heligan ist eine große Anlage mit einem Schluchtgarten und englischem Landschaftspark. Wie auch das einige Jahre später von Tim Smit gegründete und mit Heligan verbundene Eden Project verfolgt Heligan einen erzieherischen Ansatz und fördert eine nachhaltige Wirtschaft. Wo vor dem Ersten Weltkrieg das Leben eines Gärtners durch die extrem giftigen Spritzmittel kurz war – die Spritzapparaturen wurden widow-maker (engl. für Witwenmacher) genannt – wird heute auf ökologischen Land- und Gartenbau gesetzt.
In dem Garten kommen zahlreiche, teilweise seltene Wildtiere vor, sie wurden von Colin Howlett in einem Buch dokumentiert. Seit 1995 befindet sich im Garten eine offizielle Wetterstation, die durch den Rentner Colin Howlett betreut wird.

### Der Ziergarten

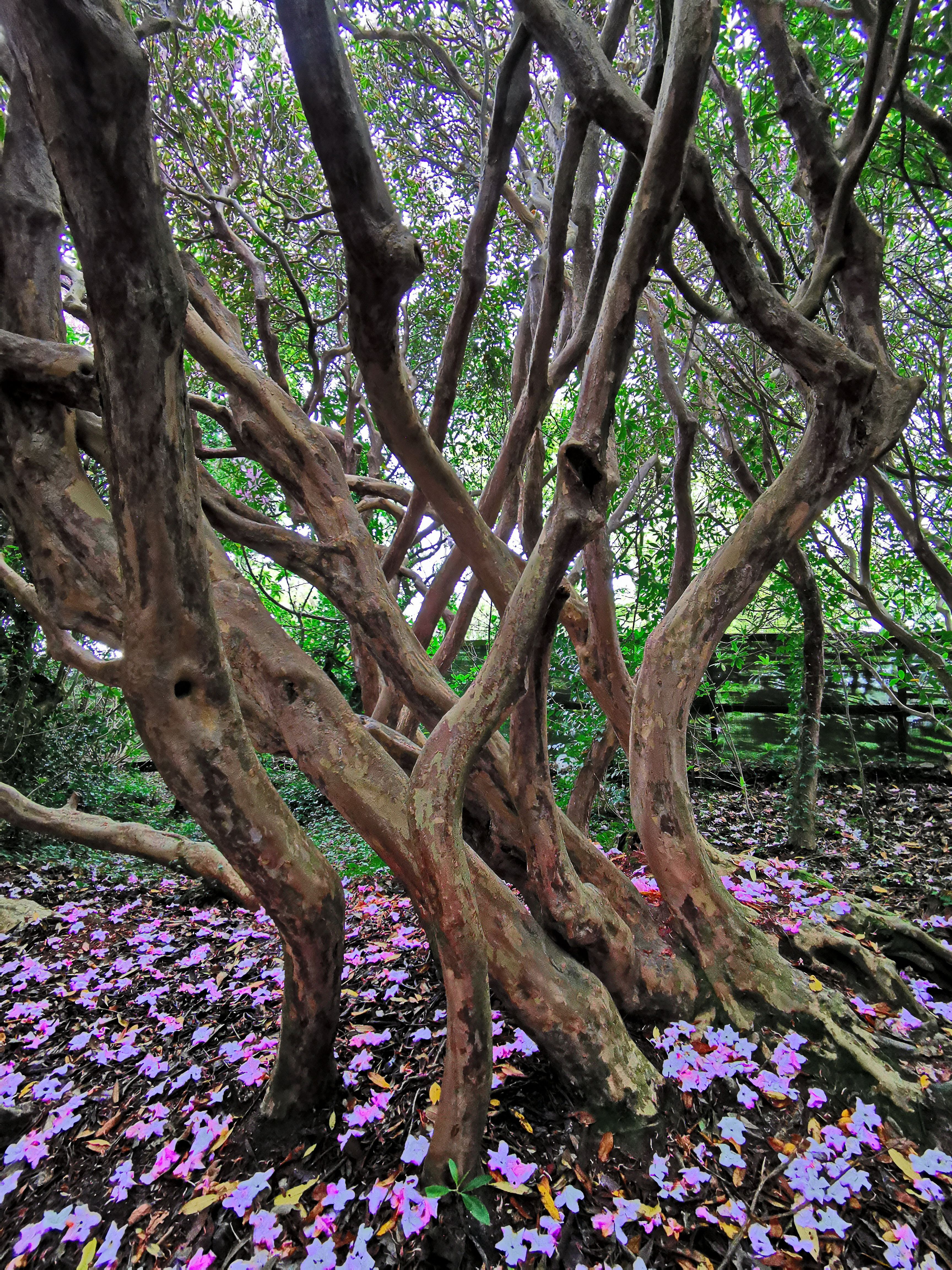
Baumartige Stämme von über hundertjährigen Rhododendron

Der Pleasureground, über 200 Jahre alt und 1997 wiedereröffnet, ist ein von Hecken und Mauern unterteilter Ziergarten im neuseeländischen und italienischen Stil mit Kristallgrotte, Wunschbrunnen, Pavillons, Teichen und einer gut 30 m langen Felsen-Schlucht. Das Flora’s Green, eine zentrale Rasenfläche, ist von Rhododendren umgeben, die der britische Botaniker Joseph Dalton Hooker zwischen 1847 und 1849 aus Sikkim im Himalaya mitbrachte. Sie zählen heute mit 60 m Durchmesser zu den größten Exemplaren der Welt.

### Der Nutzgarten
Productive Gardens ist ein umfangreicher Nutzgarten, der Heligan zu einem Freilichtmuseum des Gartenbaus im 19. Jahrhundert macht. Heligan erzeugt mit den Anbautechniken der viktorianischen Zeit heute über 300 Obst- und Gemüsesorten. Am Rande der restaurierten Gewächshäuser stehen Zitrus- und Pfirsichbäume sowie Wein. Das Gewächshaus für Wein ist angeblich das einzige erhaltene Gewächshaus nach Plänen von Joseph Paxton. Eine Besonderheit sind einige mit Pferdemist beheizte gemauerte Gräben zur Ananaszucht – die letzte erhaltene dieser Anlagen aus georgianischer Zeit.

### Der Dschungel
The Jungle entstand vor gut 150 Jahren in einem 300 m langen, tief eingeschnittenen Tal, als im viktorianischen England das Interesse an subtropischen Pflanzen groß war. Im Tal wurden vier durch einen Bach verbundene Teiche angelegt. An den Hängen schlängeln sich die Wege durch üppig wuchernden Bambus, Gunneras, Agaven, Baumfarn, Hanfpalmen und Rhododendron.

### Das verlorene Tal

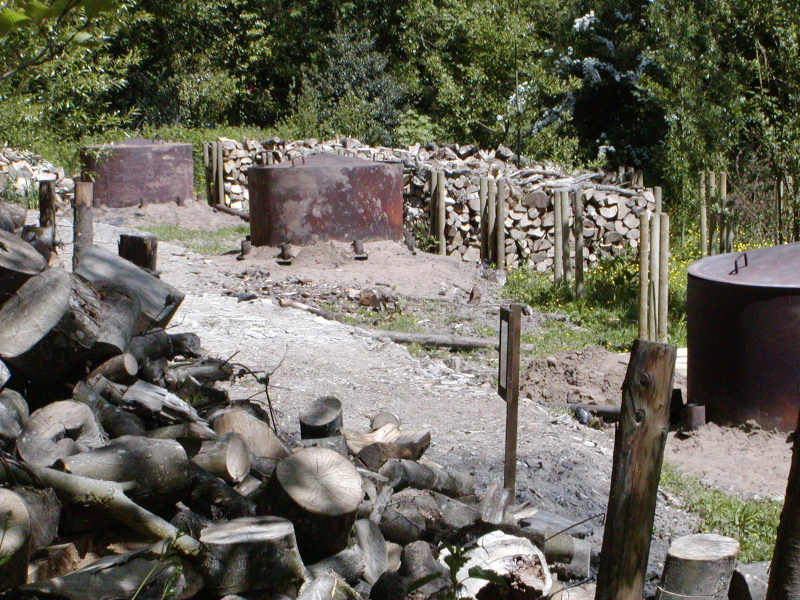
Holzkohlenmeiler im Lost Valley

The Lost Valley schließt sich an den Dschungel an und enthält Alleen aus Eichen und Buchen sowie Kastanienhaine. Holzkohlenmeiler zeugen von der früheren Nutzung, teilweise werden sie als Teil einer schonenden Holzwirtschaft wieder betrieben. Holzrücken erfolgt mit Pferden.
Das Lost Valley geht in die extensiv weidewirtschaftlich genutzten Teile Heligans über. Da die heutigen Betreiber Heligans laut eigener Aussage keine Erfahrung mit Landwirtschaft haben, werden sie zusammen mit benachbarten Landwirten genutzt. Klassisch für Cornwall und England ist die Umfriedung der Weiden mit Hecken. Seit 2002 können Besucher von einer Hütte aus mit ferngesteuerten Kameras heimische Wildtiere und Brutvögel beobachten.
Als das Lost Valley wieder zu einem Landschaftspark umgestaltet wurde, mussten zahlreiche Bäume gefällt und entfernt werden. Dies geschah mit Hilfe von Kaltblutpferden, um den Boden nicht zu sehr aufzureißen. Die Teiche wurden jedoch mit einem Bagger entschlammt. In den restaurierten Teichen wurden Stichlinge, Rotfedern und Karpfen ausgesetzt. Bald siedelten sich Eisvögel, Teichhühner, Reiher, Kormorane, Kanada-Gänse und Stockenten an, und Libellen, Schlankjungfern und Schnaken brüteten. An Schmetterlingen konnten Zitronenfalter, Faulbaum-Bläulinge, Kleiner Fuchs, Mauerfuchs, Waldbrettspiel, Distelfalter, Rotbraunes Ochsenauge, Großes Ochsenauge, Kohlweißling, Rapsweißling, Tagpfauenauge und Brauner Waldvogel beobachtet werden. Auch sechs Arten von Fledermäusen siedelten sich an.

### Wissenswertes
Kurz hinter dem Eingang des Gartens stehen zwei überwachsene Erdskulpturen der Künstlerin Susan Hill. The Mud Maid und The Giant's Head nehmen angeblich Bezug auf die Mythologie Cornwalls.
Trebah Garden beherbergt die Nationale Sammlung alter, vor 1920 nach England eingeführter Rhododendron- und Kamelienarten (britische National Plant Collection). Diese Sammlung dient der Erhaltung alter Pflanzenarten.

## Auszeichnungen
Die Gartenanlage wurde 2014 mit dem Europäischen Gartenpreis in der Kategorie   „Beste Weiterentwicklung eines historischen Parks oder Gartens“ ausgezeichnet.

## Galerie

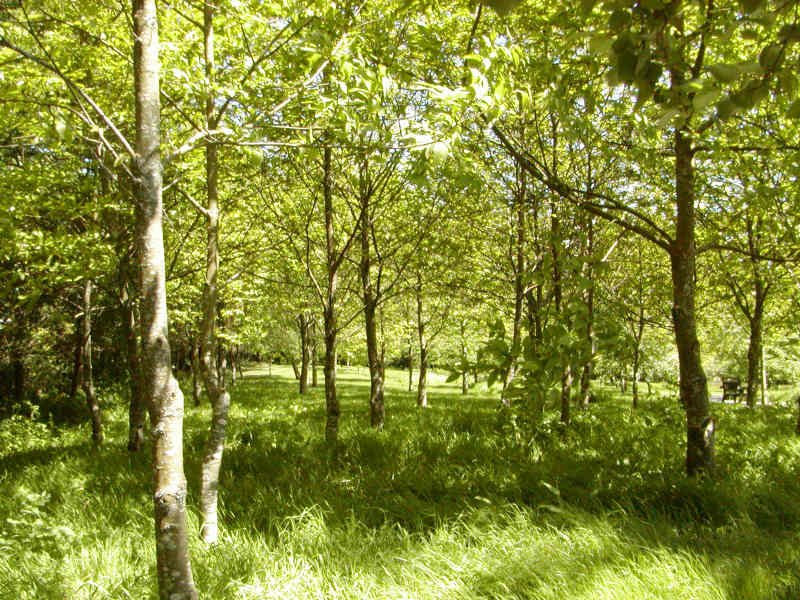
Hain junger Bäume
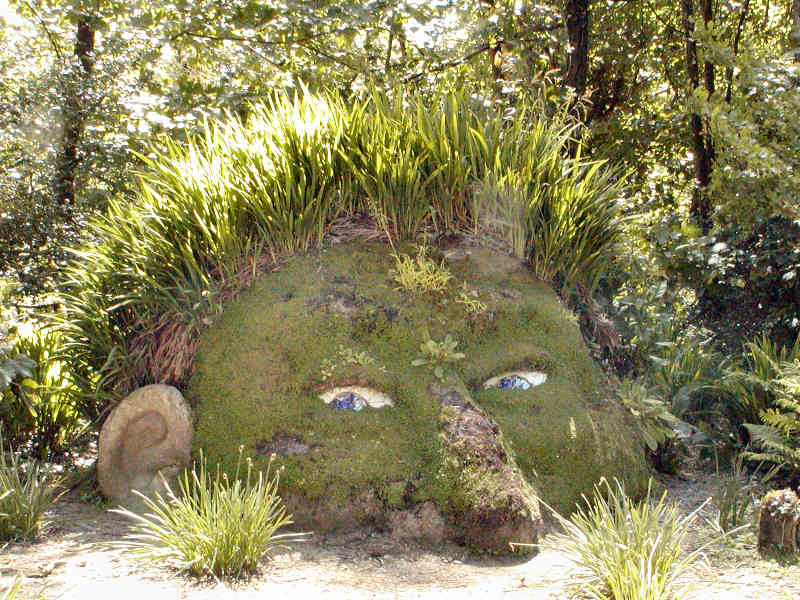
Susan Hills Skulptur The Giant's Head
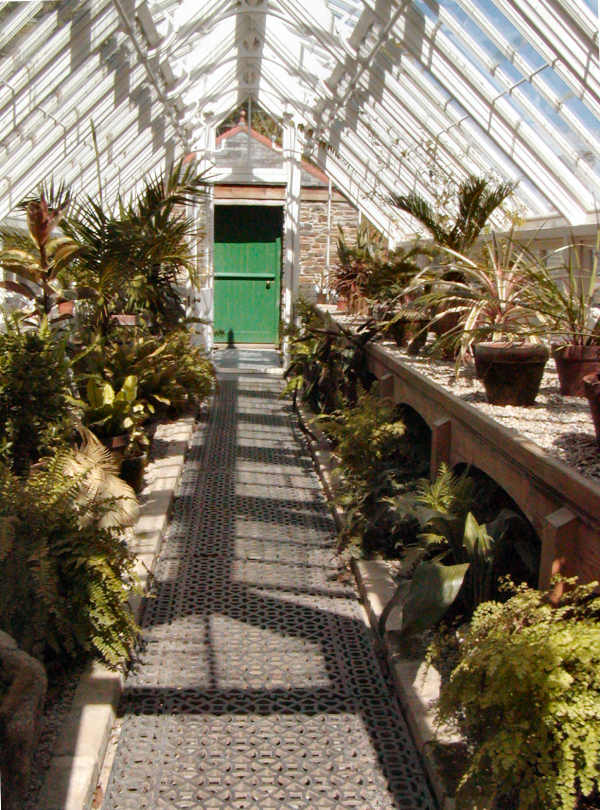
Ein Gewächshaus
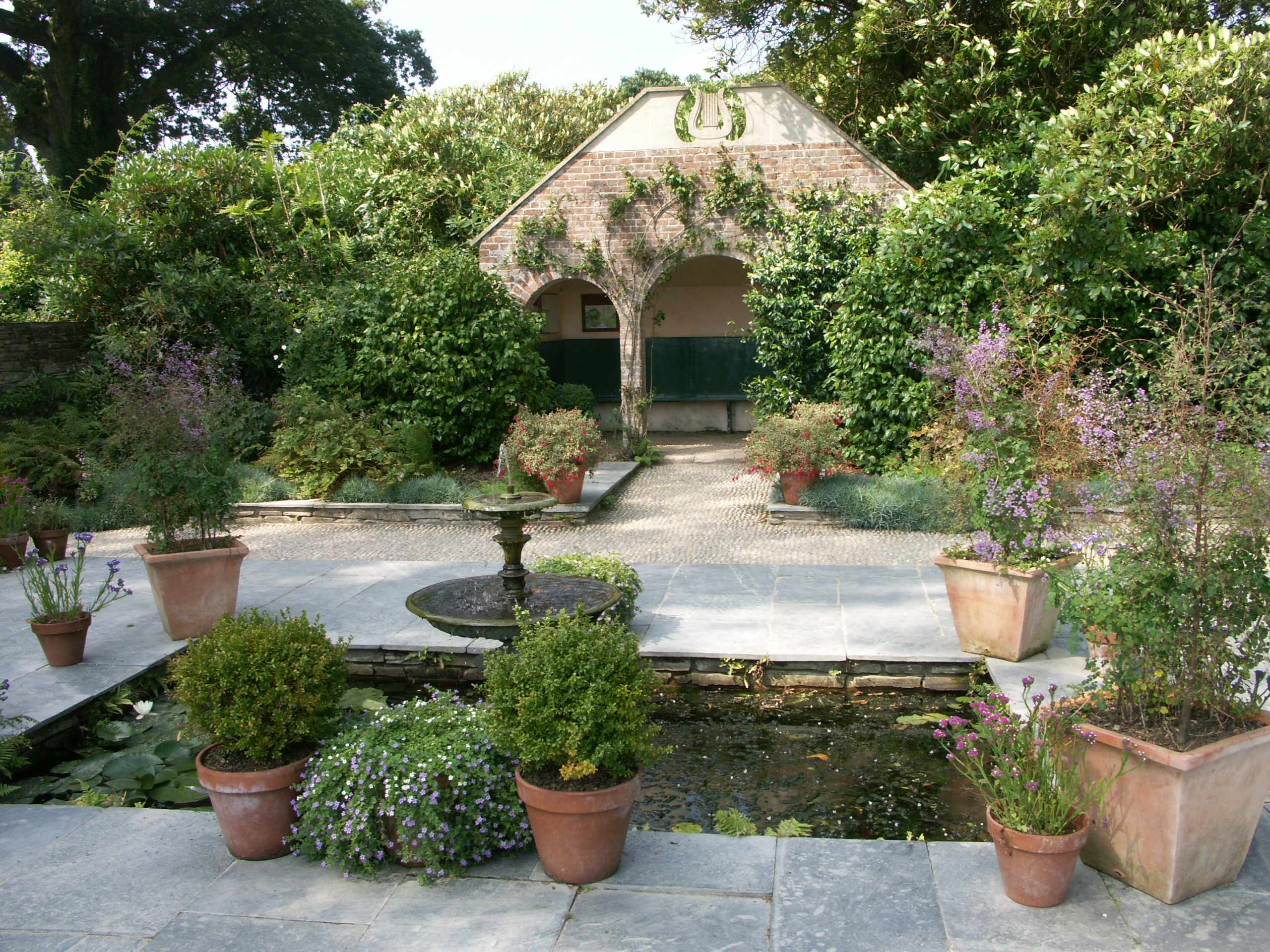
Teich am Northern Summerhouse

## Medien
- Free Range Television (Hg.): Heligan. Past, Present & Future. A Tenth Anniversary Celebration. Heligan 2001. (Video-DVD, englisch)
- Vivianne Howard (Regie), Barbara Flynn (Sprecherin): The lost gardens of Heligan: an exquisite garden emerging like "Sleeping Beauty" from its seventy year sleep, London 1997: Channel 4 Video. (VHS-Video, englisch)